# San Ignacio (El Salvador)
San Ignacio es una ciudad de El Salvador. Está ubicado en el departamento de Chalatenango, a una distancia de 88 kilómetros desde San Salvador, tomando la carretera Troncal del Norte, y a 8 kilómetros de la frontera con Honduras, conocida como "El Poy". Limitado hacia el norte-oeste por Citalá y al suroeste por La Palma. San Ignacio posee dos particularidades, ya que en su jurisdicción se encuentra el punto más elevado de El Salvador, el Cerro El Pital, con 2.730 m s. n. m., que es, al mismo tiempo, el punto más septentrional de la nación cuzcatleca.
Sus fiestas patronales se celebran del 23 de julio al 31 de julio.
| Censo | Población | Cambio | Porcentaje |
| ----- | --------- | ------ | ---------- |
| 2007  | 8 611     | N/D    | N/D        |
| 2024  | 9 159     | 548    | 6.4%       |

## Historia
Según registros históricos, San Ignacio fue fundado por familias que emigraron del entonces municipio de Citalá, Chalatenango. Los pobladores de esta ciudad, en el siglo XVIII, nombraron originalmente a San Ignacio como “El Rodeo”.
El corregidor intendente español don Antonio Gutiérrez y Ulloa, reconocido por haber desempeñado como intendente de San Salvador entre 1805 a 1811, escribió sobre El Rodeo que era “una próspera aldea de ladinos en el partido de Tejutla”.

### Título de Villa y Ciudad
San Ignacio recibió el título de villa el 28 de febrero de 1951, durante la presidencia de Oscar Osorio. Por otro lado, el título de ciudad se le fue otorgado a principios de diciembre de 2013.

### Significado de su nombre
Lleva su nombre en honor a su patrono San Ignacio de Loyola.

## Clima
Es conocido por su clima fresco y su aire puro, especialmente en la zona alta del municipio de San Ignacio, mayormente conocido como Las Pilas y Cerro El Pital.

## Datos generales
- Altura: 1010m SNM[2]
- Extensión: 69.15 kilómetros cuadrados.
- Población: 8.611 (censo 2007).
- Clima: Templado
- Cantones: Las Pilas, El Centro, El Carmen, Río Chiquito, El Rosario, Santa Rosa y El Pinar.
- Ríos: Río Sumpul, Lempa, Los Pozos, San Ignacio, Nunuapa, Jupula, Chiquito, El Valle y El Rosario.

## Datos geográficos
San Ignacio limita con los distritos de Citalá, al norte, noreste, oeste y noroeste y con La Palma al este, sureste, sur y suroeste. También una parte del distrito colinda con Honduras.

## Turismo
San Ignacio representa unos de los principales puntos de atracción turística en El Salvador por su clima agradable y las montañas que le rodean; sus principales riquezas turísticas son:
- El Peñón de Cayaguanca.
- El Cerro El Pital situado a 2730m SNM lo cual lo define como el punto más alto en El Salvador.
- El Cantón Las Pilas donde se encuentran cultivos de una gran variedad de frutas y hortalizas no vistas en otro punto del país debido a que el clima local es excelente y el indicado para su cultivo.

## Política
El alcalde desde 2024 es Mario Urbina González. Militante del partido PCN. Él se desempeñó como alcalde del municipio de La Palma entre 2018 y 2021, bajo la bandera del partido FMLN.
Desde 2024, San Ignacio es un distrito, ya no un municipio, debido a la Ley de Reestructuración Municipal. Ahora pertenece al municipio de Chalatenango Norte. Junto a los distritos de Citalá y La Palma. Entre los tres distritos, bajo el nuevo municipio, cuenta con una población de 25,842. Y la sede de la alcaldía del municipio se encuentra funcionando en el distrito de La Palma, que es el distrito más poblado.

### Resultados municipales
|  | 44.11 % |

|  | 22.39 % |

|  | 54.81 % |

|  | 33.97 % |

|  | 45.65 % |

|  | 45.32 % |

|  | 43.01 % |

|  | 41.63 % |

|  | 53.83 % |

|  | 45.28 % |

|  | 52.16 % |

|  | 46.57 % |

|  | 51.12 % |

|  | 45.41 % |

|  | 50.27 % |

|  | 46.31 % |

|  | 43.33 % |

|  | 26.78 % |

|  | 48.62 % |

|  | 34.73 % |

|  | 50.00 % |

|  | 42.04 % |

### Resultados presidenciales
|  | 45.27 % |

|  | 16.95 % |

|  | 73.08 % |

|  | 26.92 % |

|  | 53.88 % |

|  | 35.71 % |

|  | 57.57 % |

|  | 37.54 % |

|  | 51.99 % |

|  | 48.01 % |

|  | 49.11 % |

|  | 47.57 % |

|  | 53.32 % |

|  | 46.68 % |

|  | 37.91 % |

|  | 33.99 % |

|  | 83.83 % |

|  | 9.40 % |

## Galería

San Ignacio, El Salvador
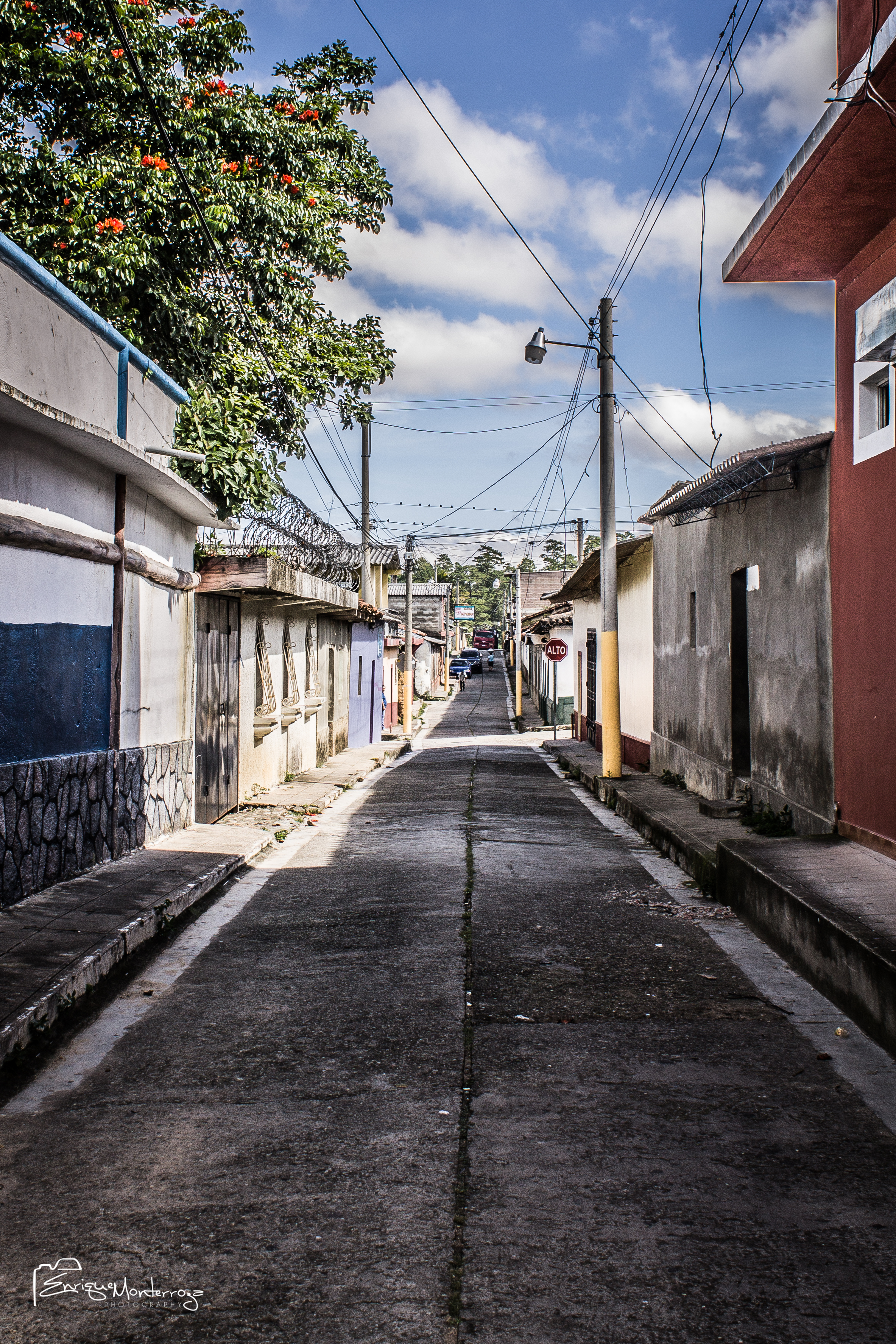
Calles de San Ignacio
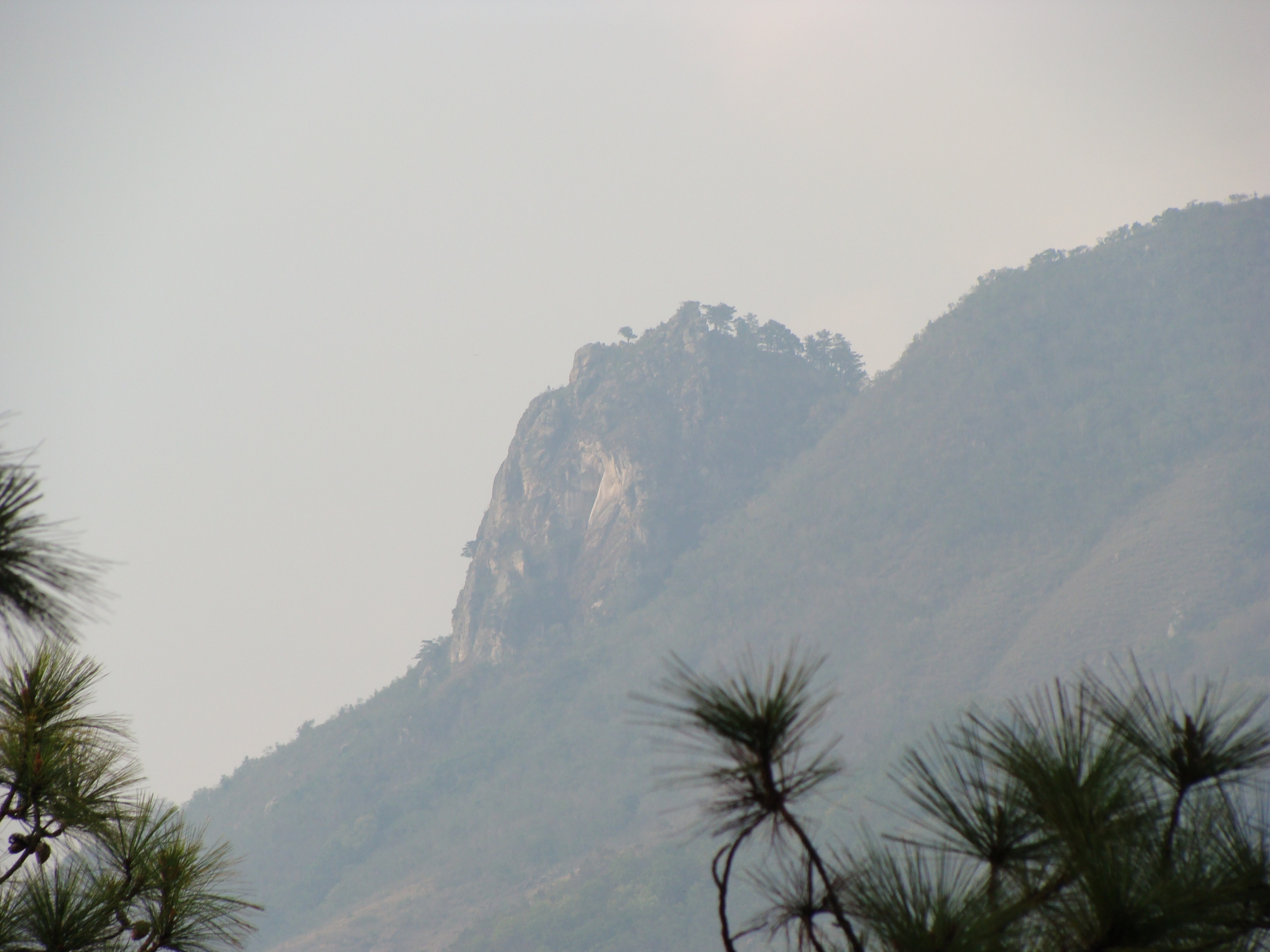
Peñón Cayaguanca
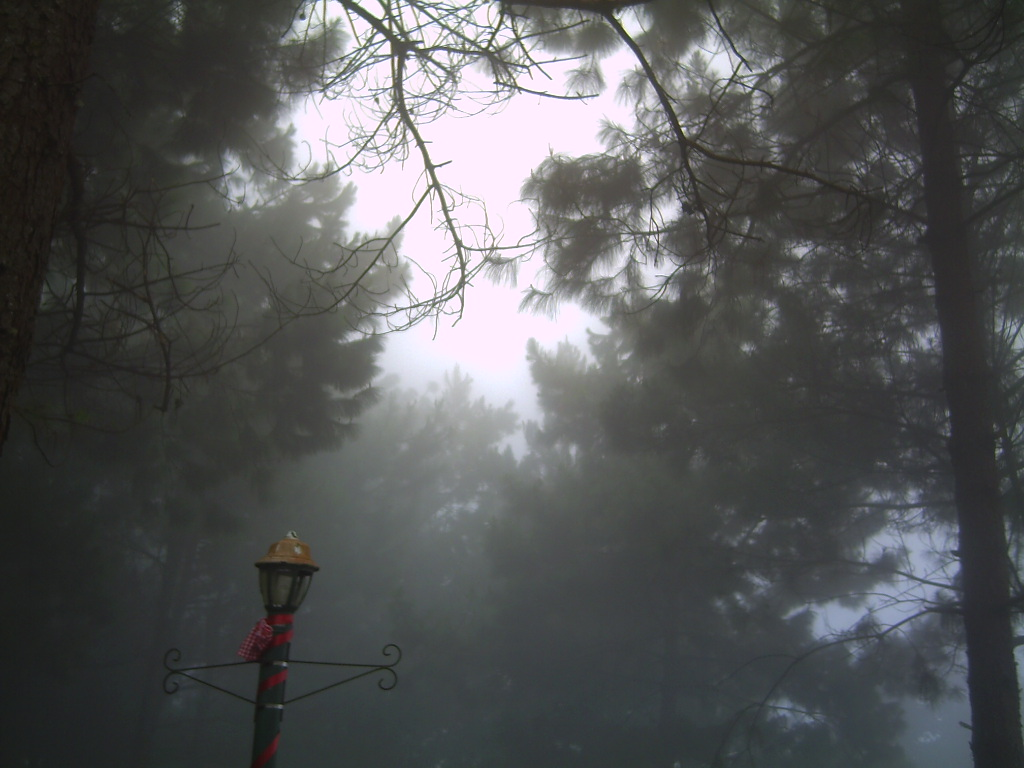
Bosque nebuloso en Miramundo
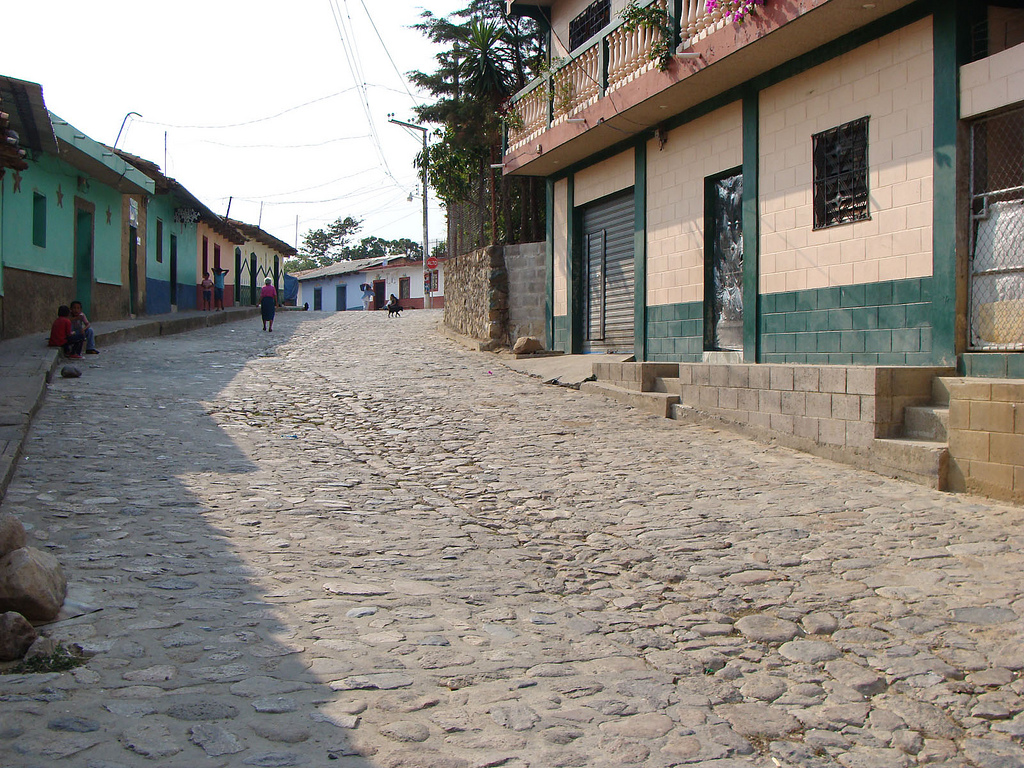
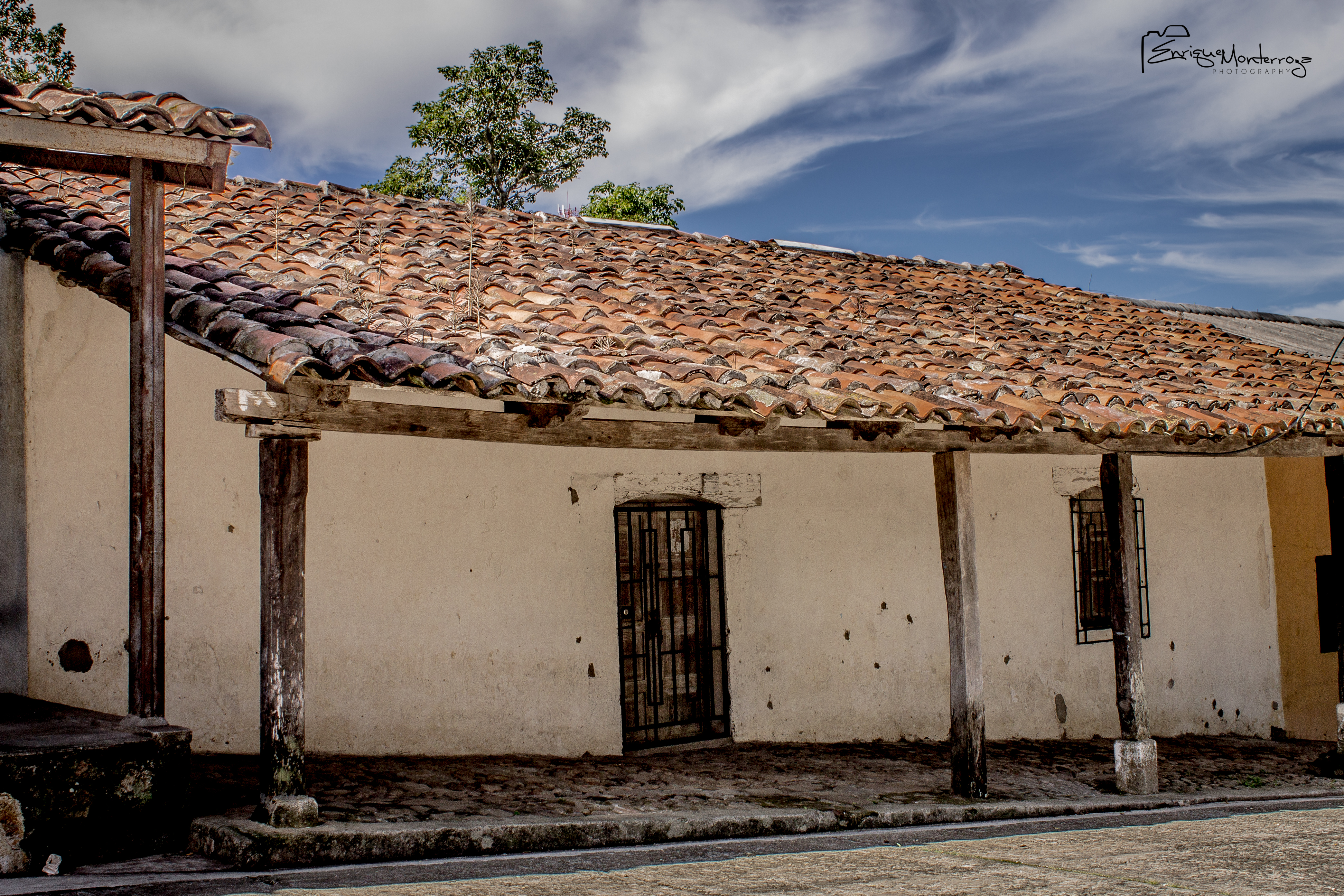
Típicas casas de la localidad
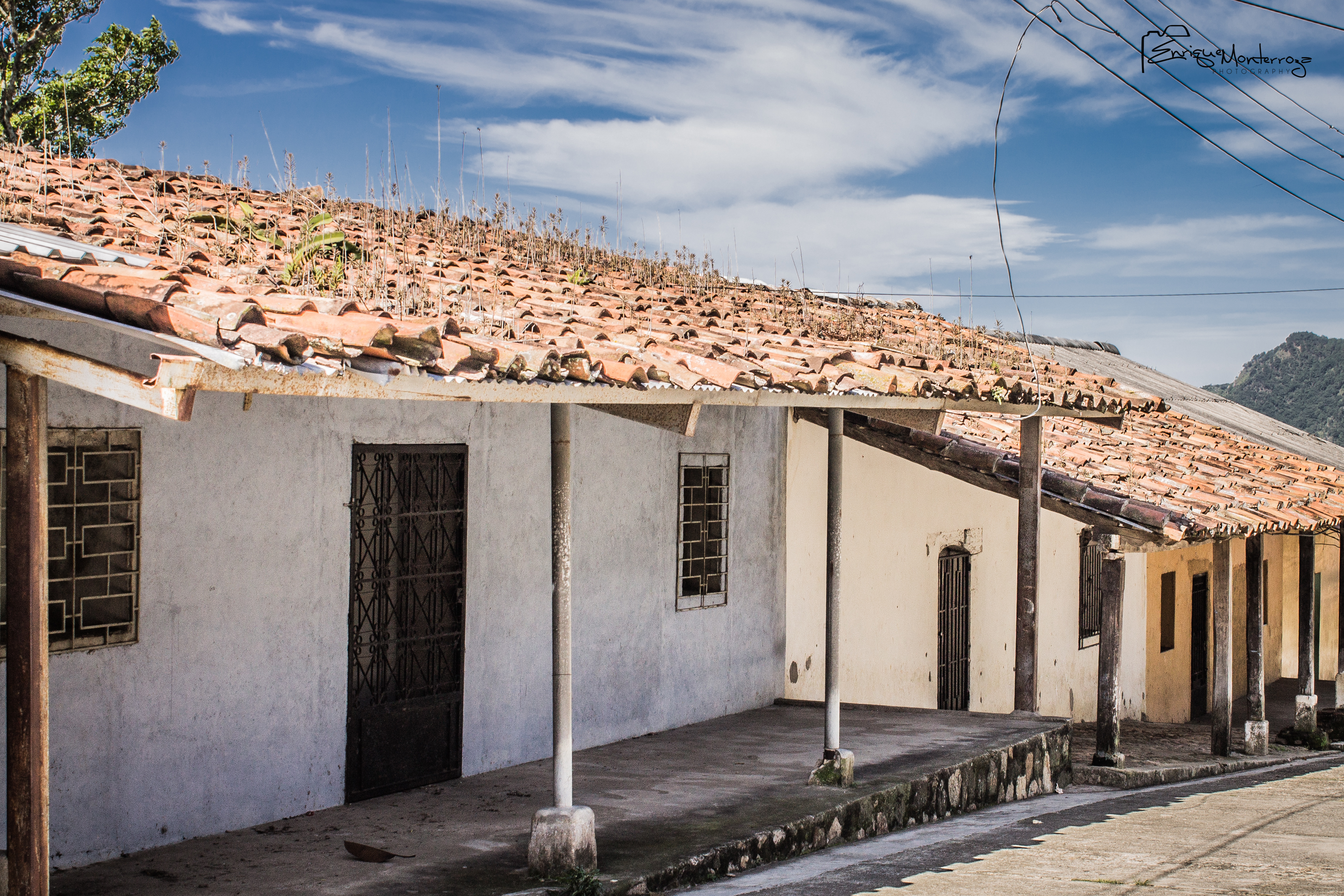